# Synagoga v Dolní Bělé
Synagoga v Dolní Bělé, situovaná v bývalé obecní židovské čtvrti vsi Dolní Bělá, je přestavěna k obytným účelům (čp. 130).